# 미하일 9세 팔레올로고스
미하일 9세 팔레올로고스(그리스어: Μιχαήλ Θ΄ Παλαιολόγος, 1277년 4월 17일 – 1320년 10월 12일)는 1294년/1295년-1320년에서야 완전한 황제 작위를 가진 공동 황제로서 테살로니카를 다스렸다. 그는 안드로니코스 2세 팔레올로고스와 그의 아내이자 헝가리의 왕 이슈트반 5세의 딸인 헝가리의 안나 사이에 태어난 장자였다.

## 생애
미하일 9세 팔레올로고스는 1281년에 공동 황제로 선포되었고 1294년이나 1295년에 황제 자리에 올랐다. 1300년에 그는 소아시아의 튀르크족에 맞서는 알란족 용병대 지휘관으로 파견되었고, 1304년-1305년에는 반란을 일으킨 카탈루냐 용병대 문제를 처리하도록 임명되었다. 치밀한 계획 끝에 카탈루냐 용병대 지휘관 로제르 데 플로루를 살해하는데 성공을 한 후, 미카일 9세는 분노한 카탈루냐인 (자신들의 지휘관을 살해한 것에 대해 복수를 맹세함)들에 맞서 동로마의 병력 (튀르크족과 알란족 5-8,000명이 증원됨)을 이끌었으나, 아프로스 전투에서 결정적 패배를 당했다. 그는 이 전투에서 심각한 부상을 당했으며, 베르나트 페레르 (Bernad Ferrer)라는 이름의 카탈루냐 병사가 그를 붙잡아, 마구 매질을 하고 얼굴을 칼로 그었다.
자신의 병력을 위해서라면 자기희생을 기꺼이 하려던 용감하고 원기 넘치던 군인이던 미하일 9세는 카탈루냐인들을 이길 수 없었고 아버지보다 먼저 사망한 유일한 팔레올로고스조 황제였다. 43세의 나이로 이른 나이에 사망한 미하일 9세의 죽음은 그의 장자인 안드로니코스 3세 팔레올로고스와 그의 신하들에 의해 죽임을 당한 막내 아들 마누일 팔레올로고스의 죽음에 부분적으로 기여를 했다.

## 가정
미하일 9세 팔레올로고스는 1294년 1월 16일 아르메니아의 레본 3세와 아르메니아 왕비 케란의 딸 아르메니아의 리카 (마리아라는 이름이 붙여졌다가, 이후 수녀 제네)와 혼인했다. 이 혼인으로 미카일 9세는 몇몇 자녀를 두었고 다음과 같다:
- 안드로니코스 3세 팔레올로고스
- 마누일 팔레올로고스 (Manuel Palaiologos)
- 안나 팔레올로기나는 토마스 1세 콤네노스 두카스와 기후에는 ㅈ니콜라스 오르시니이다.
- 테오도라 팔레올로기나는 토도르 스베토슬라프 그리고 그 후에는 미하일 아센 3세와 혼인함

## 참고 서적
- Nicol, Donald M. (1993) [1972]. 《The Last Centuries of Byzantium, 1261-1453》. Cambridge: Cambridge University Press.
- Oxford Dictionary of Byzantium, Oxford University Press, 1991.

| 미하일 9세 팔레올로고스 팔레올로고스 왕조출생: 1277년 4월 17일 사망: 1320년 10월 12일[43세] |                                                                                     |                                                                   |
| 이전 안드로니코스 2세 팔레올로고스                                                          | 동로마 제국의 황제 1294년–1320년 with 안드로니코스 2세 팔레올로고스 (1272년–1328년) | 이후 안드로니코스 2세 팔레올로고스, 안드로니코스 3세 팔레올로고스 |